# Huntik – A Titánok nyomában
A Huntik – A Titánok nyomában (eredeti cím: Huntik: Secrets & Seekers) olasz televíziós 2D-s számítógépes animációs sorozat, amelyet a Rainbow S.r.l készített. Amerikában a The CW4Kids és a CITV vetítette, Olaszországban a Rai Due, a Rai Gulp és a Rai Tre sugározta, Magyarországon pedig a Megamax adta.

## Ismertető
Réges-régen a Földet egy gonosz hatalom tartotta uralma alatt. Az akkor élt emberiség megpróbálta felvenni a harcot ezzel a hatalommal, de egyedül nem boldogult velük, csupán a keresők nevű csoportnak sikerült a sötétséget megtörnie. Ekkor határozták el, hogy segítségül hívják a Titánokat, akikről sok-sok legendát ismertek már. A Titánok azzal a tulajdonsággal bírtak, hogy ha megidézték őket akkor minden parancsot teljesítettek. Nagyon sok évszázada nem látták már őket, pedig régen nagyon sokat segítettek az embereknek harcolniuk a sötétség ellen, de sajnos a sötétség erősebbnek bizonyult, s a titánok eltűntek az emberek életéből. Elrejtőztek a világ egy távoli szegletébe, s ott várják, hogy mikor hívják őket újra. Ez a pillanat újra eljött. A keresők egy új nemzedéke elhatározta, hogy megkeresi a Titánokat, s újra harcba száll, s megtöri a sötétség hatalmát.

## Szereplők
- Lok Lambert
- Sophie Casterwill
- Zhalia Moon
- Dante Vale
- Den Fears
- Cherit
- Metz
- Guggenheim
- Scarlet Byrne
- Montahue
- Tersly
- Billie
- Clease
- Clements
- Eathan Lambert
- Galen
- Momax
- Nasher
- Paola
- Peter
- Sandra Lambert
- Teeg
- Teien Casterwill
- The Professor / Simon Judeau
- Uffizi
- Lucas Casterwill

## Magyar hangok
- Baráth István – Lok Lambert
- Csuha Bori – Sophie Casterwill
- Kárpáti Levente – ?
- Bicskei Lukács – ?
- Orosz Anna – ?
- Kassai Károly – ?
- Vass Gábor – ?
- Uri István – ?

## Epizódok

### 1. évad
1. A kereső megszületik (A Seeker Is Born)
2. A casterwilli ügyfél (The Casterwill Client)
3. Igaz szavak, hazug szívek (Words of Truth, Heart of Lies)
4. A titkok folyója (Into the River of Secrets)
5. Kalandozás a katakombákban (Crawling the Catacombs)
6. Oszd meg és uralkodj (Divide and Conquer)
7. Thor öröksége (The Legacy of Thor)
8. Ha két erő eggyé válik (Two Powers Become One)
9. Eltűnt hősök (Absent Heroes)
10. Az argonauták kincsei (The Treasures of the Argonauts)
11. A gyönyörű csapda (The Beautiful Trap)
12. Alma a fájától (Like Father, Unlike Son)
13. Hazai pálya (Home Turf)
14. Csak a munka, semmi fizetség (All Work and No Pay)
15. A jogar átverés (The Sceptre Deception)
16. A könyvesbolt vadász (The Bookshop Hunter)
17. A vámpír elveszti fogait (The Vampire Loses it Fangs)
18. Emlékek (Memory Lane)
19. Hölgyválasz (Ladies' Choice)
20. A láthatatlan vezető (The Unseen Guide)
21. Felnőtté válás (Coming of Age)
22. Az arany áspis (The Golden Asp)
23. Együtt (To Be Together)
24. Két generáció titka (The Secret of Two Generations)
25. Isteni színjáték (The Divine Comedy)
26. A küldetés (Mission)

### 2. évad
1. Ajtó huntikra (Doorway to Huntik)
2. Nostradamus tornya (The Tower of Nostradamus)
3. A casterwillek barlangja (Cave of the Casterwills)
4. Az akaratpenge lovagja (Knight of the Willblade)
5. Hajsza az űr után (Chasing Void)
6. A vérspirál (The Blood Spiral)
7. Den kontra Harrison (Den Vs Harrison)
8. A végzett legendás titánja (The Legendary Titan of Fate)
9. Zhalia küldetése (Zhalia's Mission)
10. A fiúkból kereső lesz (Boys will be Seekers)
11. A casterwill kapcsolat (The Casterwill Connection)
12. A titán a naptemplomából (The Titan in the Temple of Sun)
13. Sophie próbája (Sophie on Trial)
14. A spirálháború (The Spiral War)
15. A gremlow támadás (Gremlow Infestation!)
16. Umbra ereje (The Power of Umbra)
17. Lok a vezető (Lok's Leadership)
18. A halottvarázssziget (The Dead Magic Island)
19. A főnix hamvai (The Phoenix's Ashes)
20. Egy szövetséges a szervezetből (An Ally from The Organization)
21. Rassimov titka (Rassimov's Secret)
22. Hazatérés (Back Home)
23. Hírek Eathontől (Words from Eathon)
24. A spirális jel (The Spiral Mark)
25. Lok és a hitszegő (Lok and the Betrayer)
26. Dante visszatér (Dante's Return)

## Utalások
2. évad: A vérspirálosokról szól.
A vérspirálosok visszatérnek és a Huntik csapatnak szembe kell velük szállniuk a világ megmentése érdekében és megakadályozni a Hitszegő visszatérését! weboldal